# Saugatuck (Michigan)
Saugatuck – miasto w Stanach Zjednoczonych, w stanie Michigan, w hrabstwie Allegan.